# Caixa lluminosa

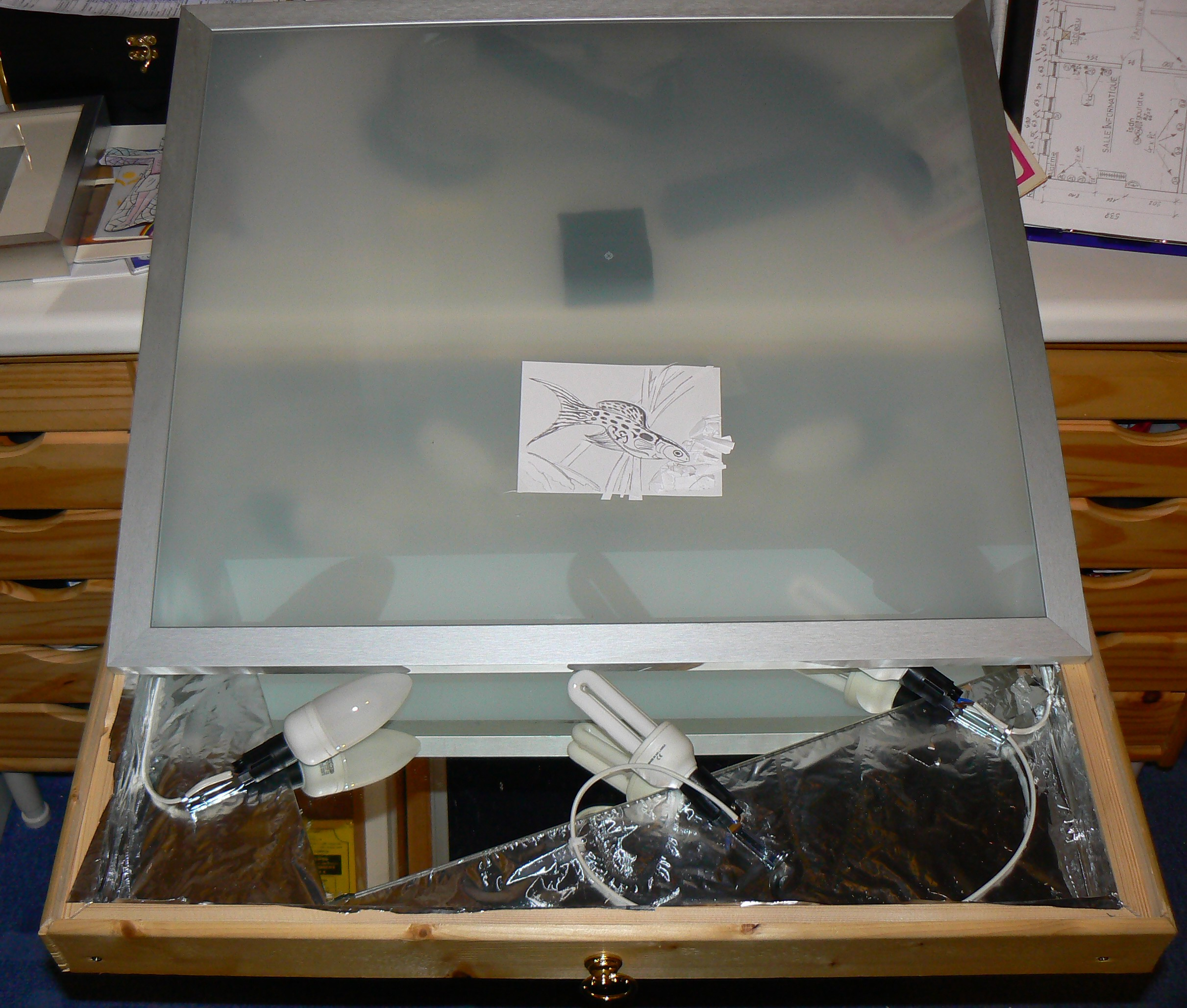
Petita caixa lluminosa oberta per a mostrar el funcionament

Una caixa lluminosa o caixa de llum consta principalment d'una superfície translúcida il·luminada des de la seva part posterior. S'utilitza principalment en situacions en què la superfície ha de ser vista de besllum amb alt contrast o per poder examinar-la, fotografiarla, calcar-la, etc i al fer-ho de besllum es veu millor.

## Tipus de caixa de llum

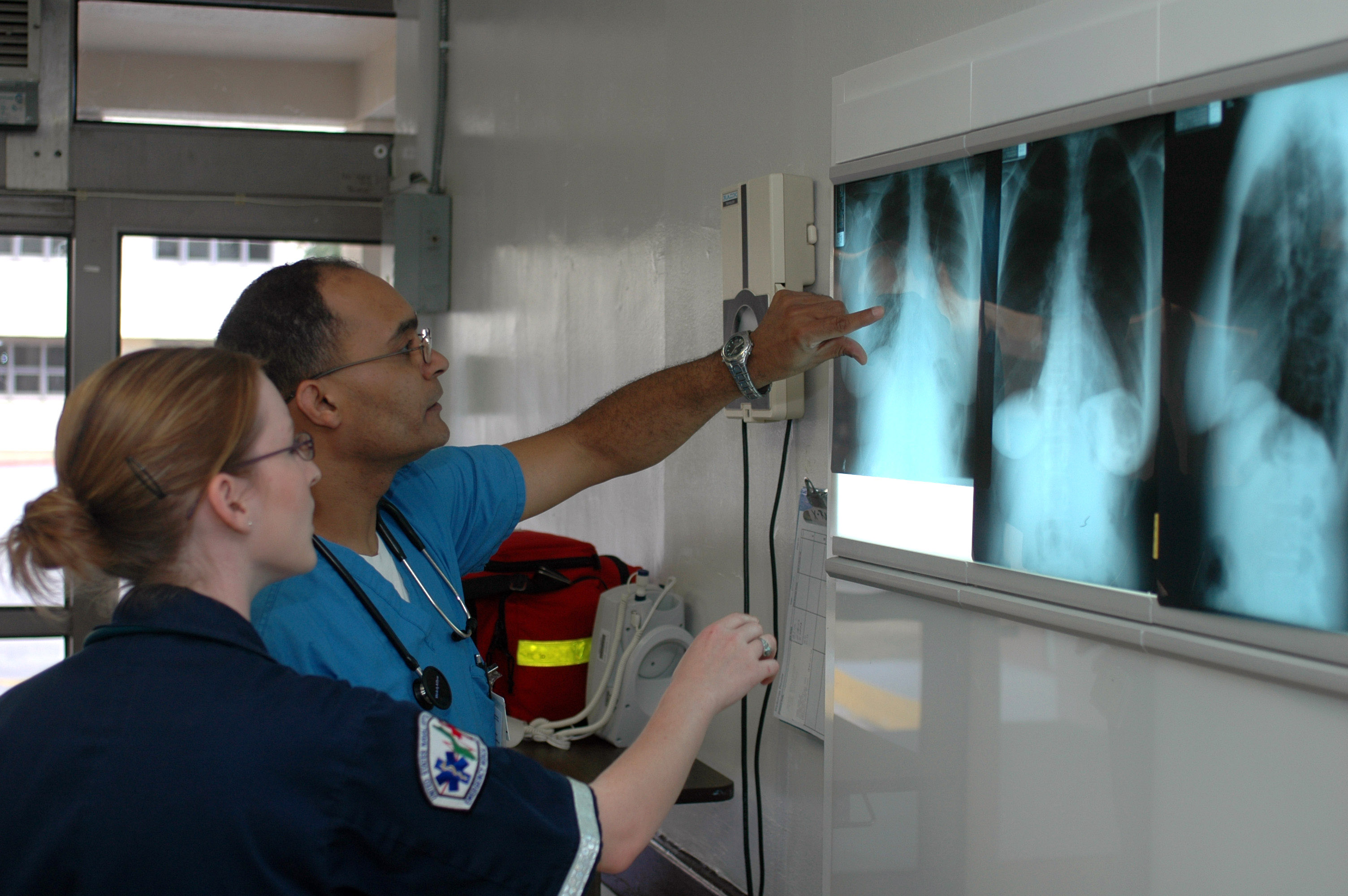
Caixa lluminosa de paret per veure radiografies

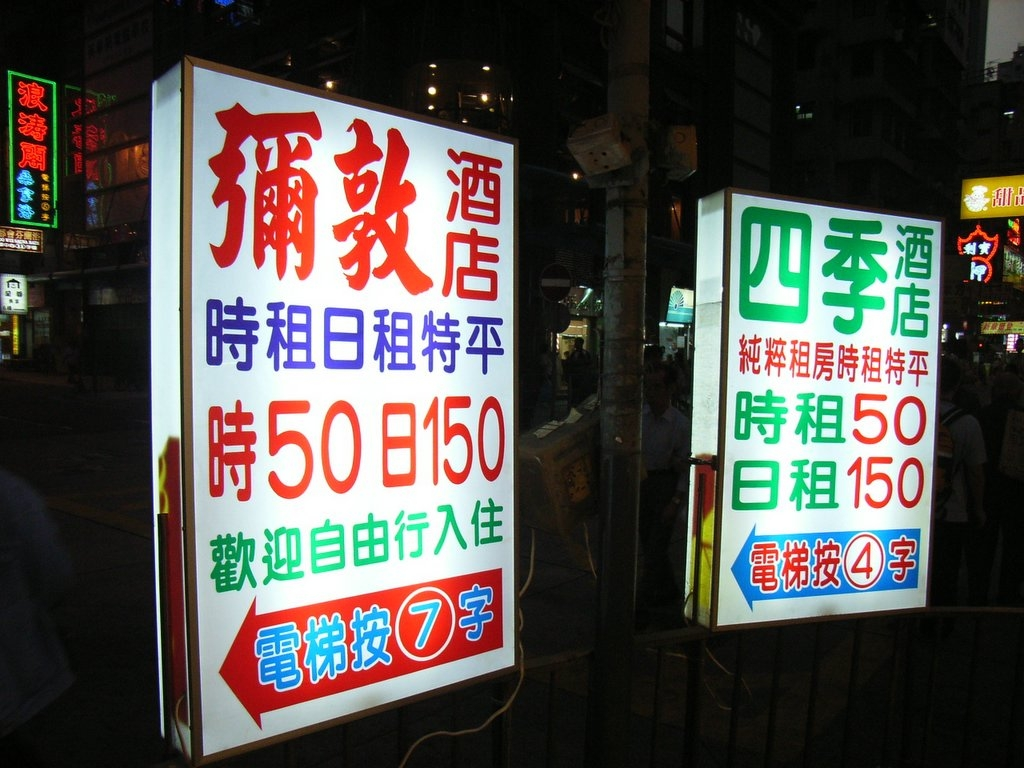
Caixa lluminosa utilitzada en la publicitat a l'aire lliure

Existeixen diferents tipus de caixes de llum o dispositius amb llum per a visualització depenent del seu propòsit:
- Una caixa amb unes bombetes a dintre i un panell de vidre esmerilat en la part superior. És utilitzat pels professionals de la fotografia per poder veure pel·lícules transparents, com les diapositives. Aquest dispositiu va ser utilitzat originalment per ordenar plaques fotogràfiques amb facilitat. Quan es col·loca plana per copiar dibuixos, rep el nom de taula lluminosa. o tauleta LED Generalment, una caixa de llum utilitza una llum similar a la llum diürna (5.000-6.000º kelvin (k)) i té una distribució uniforme de la llum en tota la superfície del vidre.
- Un dispositiu anomenat tauler lluminós, que s'utilitza per veure les radiografies.
- En el camp de la ciència, les caixes de llum són d'ús freqüent per mirar el creixement de bacteris i permetre una millor visualització de plaques PCR.
- Un panell amb pantalla il·luminada utilitzat per a finalitats publicitàries. El panell pot ser il·luminat amb llums fluorescents o tires d'il·luminació LED. L'eficiència de caixes de llum va millorar dramàticament després de la introducció de la tecnologia LED. L'usuari insereix un gràfic, que pot ser canviat fàcilment. Algunes caixes de llum estan dissenyades especialment per exposar-les a l'aire lliure sent més resistents a la intempèrie.

## Multimèdia
En multimèdia rep el nom de "lightbox" una carpeta utilitzada per permetre a un usuari organitzar fotos digitals. Les fotos poden ser assignades a una carpeta "lightbox" per temes, per conveniència, o s'utilitzen per recopilar fotos relacionades per a un disseny d'un projecte específic. Les "lightbox" també permeten als dissenyadors gràfics mostrar les opcions dels clients en una carpeta ordenada per a un projecte.

## Fotografia

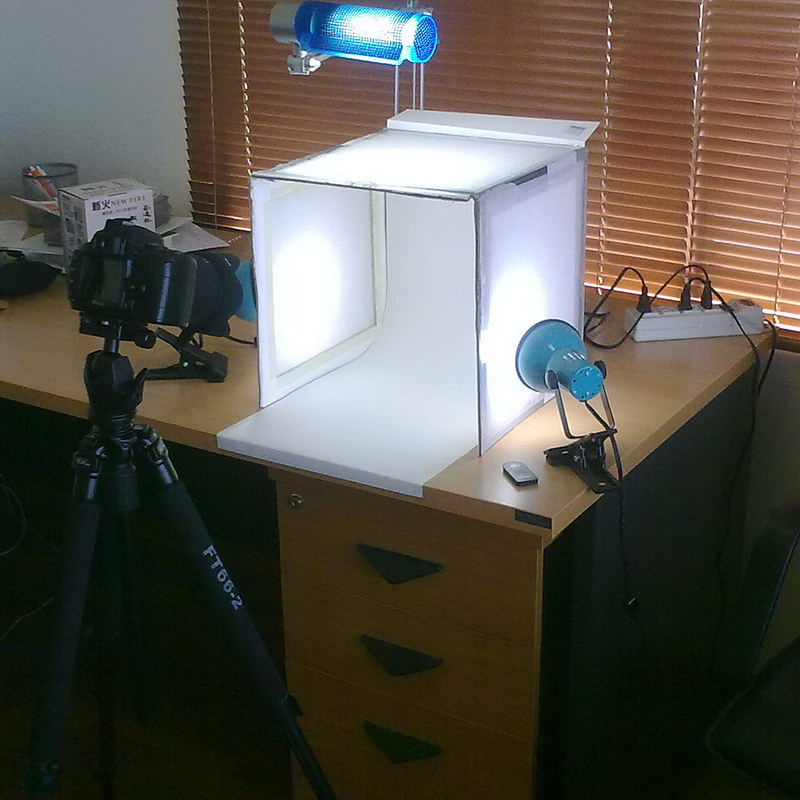
Caixa de llum dissenyada per a retratar objectes amb il·luminació difusa des de tots els angles

- Els reflectores de tela que s'adhereixen a la il·luminació d'estudi a través d'un connector per crear una il·luminació suau difonent el flaix estroboscòpic reben també el nom de "caixes de llum". En general, venen en diversos rectangles o formes octogonals. Els reflectores interiors poden ser de color blanc, plata o or per alterar la temperatura de la llum.

- Una variació de la caixa de llum, és una caixa, amb un extrem obert, fet de material difusor, per permetre fotografiar un objecte de mostra sense ombres.